# MG (bilmærke)
 For alternative betydninger, se MG. (Se også artikler, som begynder med MG)
MG er et britisk bilmærke grundlagt i 1920'erne af Cecil Kimber. MG-mærket ejes i dag af kinesiske SAIC Motor, der fremstiller biler i Kina under mærket. Da MG var et britisk mærke, var MG mest kendt for sine tosædede åbne sportsvogne, men der blev også fremstillet sedaner og coupéer under mærket. I dag sælges kinesiske elbiler og hybridbiler under MG-mærket.
MG Cars har rødder tilbage til Morris Garages, der var et salgs- og servicecenter i Oxford tilhørende William Richard Morris, grundlæggeren af Morris Motors. Lederen af Morris Garages, Cecil Kimber, foretog en række justeringer af standardbilerne Morris Oxford og tilføjede MG Super Sports på bilernes front. I 1930 blev stiftet et selskab, M.G. Car Company Limited ejet af William Richard Morris personligt indtil 1. juli 1935, hvor han overdrog MG Cars til sit selskab Morris Motors Limited.
Mærket har gennem sin levetid haft mange ejere. William Richard Morris' selskaber (inkl. MG Cars) blev i 1952 fusioneret med Austin og blev til British Motor Corporation Limited (BMC). BMC blev i 1968 fusioneret ind til British Leyland Motor Corporation (BLMC). MG-mærket blev anvendt af BLMC's efterfølgere: British Leyland, Rover Group ejet af BMW, der i 2000 solgte MG Rover Group til et konsortium, der gik konkurs med mærket i 2005. MG-mærket blev med andre af MG Rovers aktiver købt af Nanjing Automobile Group, der blev fusioneret ind i kinesiske SAIC Motor i 2007. SAIC påbegyndte i 2007 produktion af biler i Kina under MG-mærket. Den første kinesiske MG blev introduceret i Europa i 2011 under navnet MG 6.

## Bilmodeller
- Sportsvogne

- - 1924–1927 MG 14/28
  - 1927–1929 MG 14/40
  - 1929–1932 MG M-type Midget
  - 1931–1932 MG C-type Midget
  - 1931–1932 MG D-type Midget
  - 1931–1932 MG F-type Magna
  - 1932–1934 MG J-type Midget
  - 1932–1934 MG K-type Magnette
  - 1933–1934 MG L-type Magna
  - 1934–1936 MG N-type Magnette
  - 1934–1936 MG P-type Midget
  - 1936–1939 MG TA Midget
  - 1939–1940 MG TB Midget
  - 1945–1950 MG TC Midget
  - 1950–1953 MG TD Midget
  - 1953–1955 MG TF Midget
  - 1955–1962 MGA
  - 1961–1979 MG Midget
  - 1962–1980 MGB
  - 1968–1969 MGC
  - 1973–1976 MGB GT V8
  - 1992–1995 MG RV8
  - 1995–2005 MG F
  - 2002–2005 MG TF

- Subcompact car
  - 1982–1990 MG Metro
  - 2001–2005 MG ZR

- Compact car (Small saloons)
  - 1933–1934 MG KN
  - 1962–1968 MG 1100
  - 1967–1973 MG 1300

- Midsize car (Medium saloons)
  - 1924–1927 MG 14/28
  - 1927–1929 MG 14/40
  - 1928–1933 MG 18/80
  - 1937–1939 MG VA
  - 1947–1953 MG Y-type
  - 1953–1956 MG Magnette ZA
  - 1956–1958 MG Magnette ZB
  - 1959–1961 MG Magnette Mk. III
  - 1961–1968 MG Magnette Mk. IV
  - 1983–1991 MG Maestro
  - 1985–1991 MG Montego
  - 2001–2005 MG ZS

- Full-size car (Large saloons)
  - 1936–1939 MG SA
  - 1938–1939 MG WA
  - 2001–2005 MG ZT

- Superbiler
  - 2002–2005 MG XPower SV

- Racerbiler
  - 1930–1931 MG 18/100 "Tigress"
  - 1934 MG Q-type
  - 1935 MG R-type

- konceptbiler
  - 1985 MG EX-E

- Varevogne
  - 1980s MG Metro van [2]
  - 2003–2005 MG Express [2]